# Kugelsternhaufen

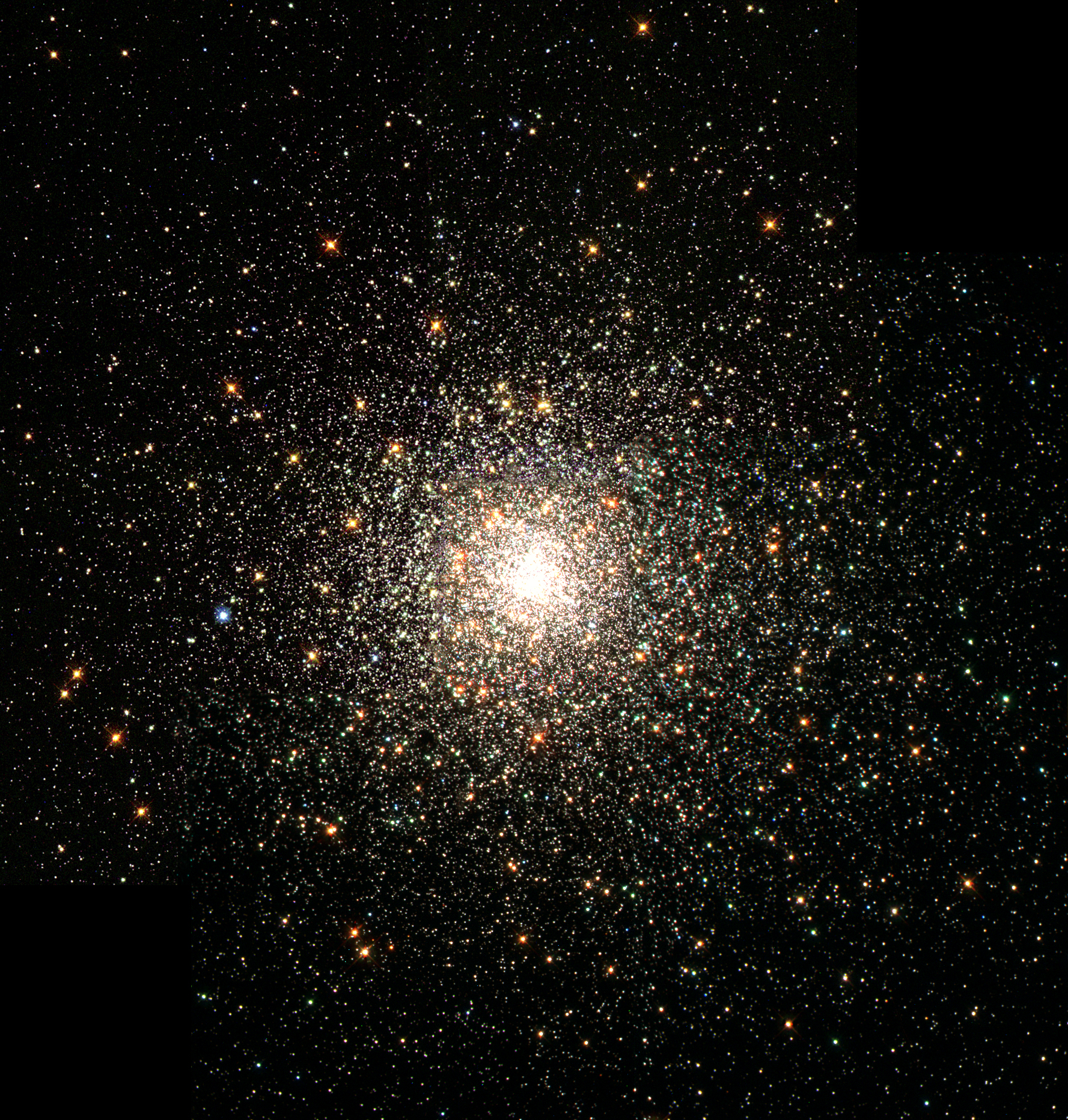
Der Kugelsternhaufen M80 im Sternbild Skorpion befindet sich rund 30.000 Lichtjahre von der Sonne entfernt und enthält Hunderttausende von Sternen.

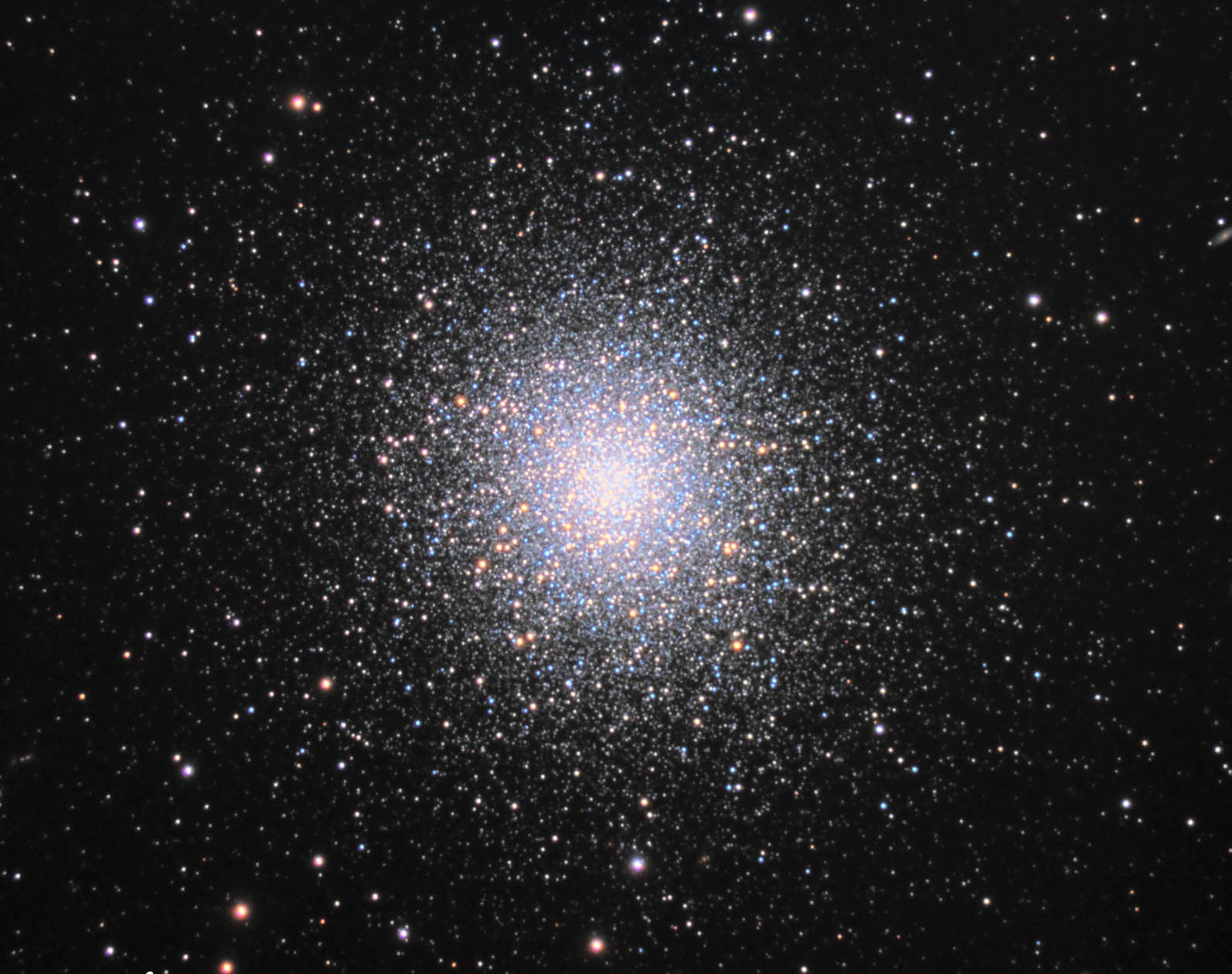
M13 im Sternbild Herkules ist der hellste Kugelsternhaufen des Nordhimmels, leicht auffindbar und in klaren, dunklen Nächten schon mit bloßem Auge zu sehen.

Ein Kugelsternhaufen (kurz auch Kugelhaufen) ist ein Sternhaufen aus einer großen Zahl gravitativ aneinander gebundener Sterne, deren Dichte eine kugelsymmetrische Verteilung zeigt, indem sie vom Zentrum, wo die Sterne sehr dicht zusammenstehen, zum Rand in alle Richtungen gleichermaßen abnimmt. Typische Kugelsternhaufen enthalten mehrere hunderttausend Sterne. Die hohe Sterndichte in Zentrumsnähe führt zu gegenseitigen Bahnveränderungen, was das sphärische Erscheinungsbild zur Folge hat.
Kugelsternhaufen sind ihrerseits gravitativ an Galaxien gebunden, in deren Halo sie sich weiträumig bewegen, meist auf langgestreckten Ellipsenbahnen. Sie bestehen vorwiegend aus alten, roten Sternen, die nur wenige schwere Elemente enthalten („Metallarmut“). Dies unterscheidet sie deutlich von offenen Sternhaufen, die zu den jüngsten Bildungen in Galaxien gehören.
Kugelsternhaufen kommen häufig vor. Im Halo der Milchstraße sind rund 150 bekannt und man schätzt, dass weitere noch unentdeckt sind. Im Halo der Andromedagalaxie gibt es rund 500 Kugelsternhaufen. Die Halos riesiger elliptischer Galaxien wie M87 können sogar 10.000 enthalten. Diese Kugelsternhaufen umkreisen die Galaxie in einer Entfernung von 40 Kiloparsec (rund 131.000 Lichtjahre) oder mehr.
In der Lokalen Gruppe haben alle größeren, massereichen Galaxien ein Halo-System von Kugelsternhaufen. Die Sagittarius-Zwerggalaxie und die Canis-Major-Zwerggalaxie scheinen gerade ihre Kugelsternhaufen (wie z. B. Palomar 12) der Milchstraße zu übergeben. Dies zeigt, wie Galaxien ihre Kugelsternhaufen erhalten haben können.
Die Sterne solcher Haufen – sogenannte extreme Population-II-Sterne – sind alle ungefähr gleich alt und zeigen keine Spektrallinien von schwereren Elementen. Diese Spektren deuten auf ein hohes Sternalter hin, da sich die schweren Elemente erst im Laufe der Jahrmilliarden z. B. durch Supernovae bilden. Alte Sterne, die im frühen Universum entstanden sind, können daher in ihren Hüllen kaum solche Elemente enthalten. Junge Sterne, insbesondere Population-I-Sterne, sind hingegen „recycelt“: sie wurden aus Material (u. a. schweren Elemente) geformt, das z. T. bereits in älteren Sternen durch Kernfusion entstanden ist (siehe auch Abschnitt Metallvorkommen).
Obwohl die Sterne in Kugelsternhaufen zu den ersten gehörten, die sich in Galaxien bildeten, sind ihre Ursprünge und ihre Rolle in der galaktischen Evolution immer noch unklar. Inzwischen geht man davon aus, dass sich Kugelsternhaufen signifikant von elliptischen Zwerggalaxien unterscheiden und sich eher als Teil einer Galaxie gebildet haben denn als einzelne separate Galaxie.
Im Halo einiger elliptischer Galaxien können auch sehr junge Kugelsternhaufen beobachtet werden. Von diesen Galaxien nimmt man an, dass sie aus der Verschmelzung von zwei oder mehr Ursprungsgalaxien entstanden sind. Solche Kollisionen lösen eine Welle der Sternentstehung aus (starburst), bei der nach neuesten Erkenntnissen auch wieder Kugelsternhaufen gebildet werden können, so dass mehrere Generationen von Kugelsternhaufen im Halo einer derartigen Galaxie zu finden sind.

## Beobachtungsgeschichte
Der erste Kugelsternhaufen, M22, wurde 1665 von dem deutschen Amateurastronomen Johann Abraham Ihle entdeckt.
Bei den Teleskopen seiner Zeit war das Auflösungsvermögen noch so gering, dass nur ein diffuser, runder Fleck zu erkennen war und noch keine einzelnen Sterne im Haufen.
Nicolas Louis de Lacaille erwähnte mehrere solche Objekte in seinem 1751–1752 erschienenen Katalog, insbesondere die später als NGC 104, NGC 4833, M55, M69 und NGC 6397 genannten Objekte. Das M vor einer Nummer steht dabei für den 1781 in endgültiger Form veröffentlichten Katalog von Charles Messier, während NGC auf den New General Catalogue von Johan Dreyer (1880) verweist. Der erste Kugelsternhaufen, in dem Einzelsterne beobachtet werden konnten, wurde von Messier 1764 als M4 katalogisiert. M4 ist der erdnächste Kugelsternhaufen.
William Herschel begann 1782, eine neue Übersicht anzufertigen. Mit leistungsstärkeren Teleskopen konnte er in allen 33 damals bekannten Kugelsternhaufen Einzelsterne nachweisen und fand 37 weitere Sternhaufen. In seinem zweiten Katalog mit Deep-Sky-Objekten, der 1789 erschien, verwendete er erstmals zur Beschreibung den Begriff Kugelsternhaufen.

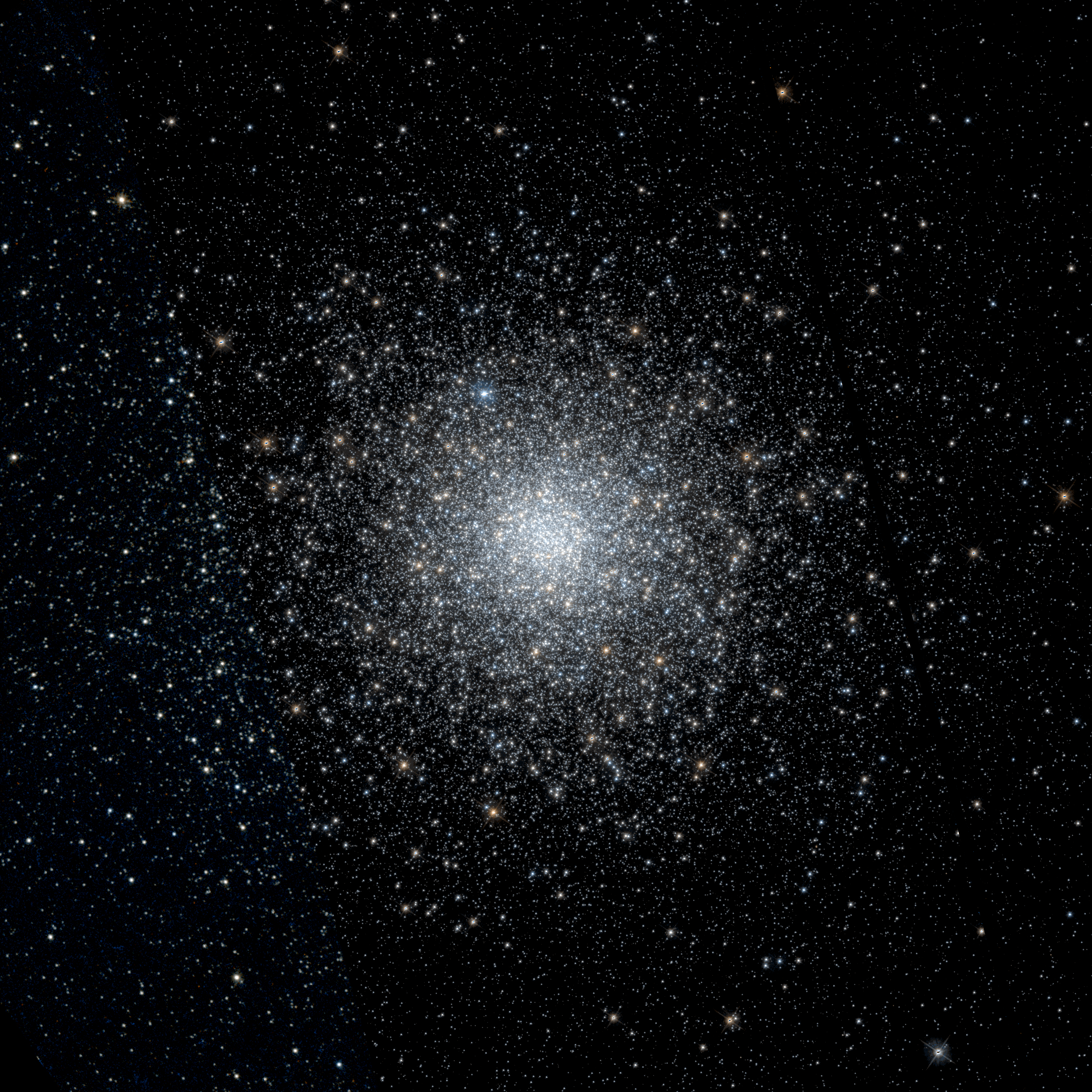
Der Kugelsternhaufen M75 ist ein sehr dichter Klasse-I-Kugelsternhaufen.

Die Anzahl entdeckter Kugelsternhaufen vergrößerte sich laufend, von 83 im Jahre 1915 auf 93 im Jahre 1930 und 97 im Jahre 1947. Heute sind im Halo der Milchstraße 151 Kugelsternhaufen bekannt und man vermutet weitere 10 bis 50 hinter dem Gas und Staub der Milchstraße. Die meisten Kugelsternhaufen sind am Südsternhimmel zu sehen.
1914 begann Harlow Shapley mit Studien über Kugelsternhaufen, die er in 40 Arbeiten veröffentlichte. Er untersuchte die Cepheiden, veränderliche Sterne eines bestimmten Typs, in den Sternhaufen und verwendete ihre periodischen Helligkeitsschwankungen zur Entfernungsbestimmung.
Die meisten Kugelsternhaufen der Milchstraße befinden sich in der Nähe des galaktischen Bulges. 1918 machte sich Shapley die stark asymmetrische Verteilung zunutze, um die Ausdehnung der Milchstraße zu bestimmen. Er ging von einer ungefähr gleichmäßig kugelförmigen Verteilung der Kugelsternhaufen um den galaktischen Bulge aus und benutzte die Position der Sternhaufen, um die Position der Sonne relativ zum galaktischen Zentrum auszumachen.
Shapley fand heraus, dass sich die Sonne sehr weit vom Zentrum der Milchstraße entfernt befindet, und schloss daraus, dass die Ausdehnung der Galaxie wesentlich größer war als bisher angenommen. Seine Schätzung liegt immerhin in der gleichen Größenordnung wie der heute akzeptierte Wert.
Das widersprach dem damals gängigen Modell des Universums, da man am Nachthimmel in jede Richtung ungefähr gleich viele Sterne wahrnimmt. Mittlerweile weiß man, dass zwischen den Sternen, die die galaktische Scheibe bilden, noch viel Gas und Staub liegt, welches das meiste Licht aus dem galaktischen Zentrum absorbiert. Die Kugelsternhaufen befinden sich hingegen außerhalb der galaktischen Scheibe im galaktischen Halo, so dass sie auch aus größeren Entfernungen sichtbar sind. Mit der Annahme einer ungefähren Gleichverteilung über der galaktischen Scheibe wurde so die wahre Lage und Ausdehnung der Milchstraße erstmals grob erkennbar.
Henrietta Hill Swope und Helen Hogg untersuchten ebenfalls Sternhaufen. In den Jahren 1927 bis 1929 begannen Shapley und Sawyer, die Sternhaufen nach der Konzentration der Sterne im Zentrum des Sternhaufens zu kategorisieren. Die Sternhaufen mit der größten Konzentration wurden der Klasse I zugeordnet. Mit abnehmender Konzentration wurden elf weitere Klassen bis zur Klasse XII gebildet. Diese Klassen wurden international bekannt als die Shapley-Sawyer Concentration Classes. Manchmal werden auch arabische statt römische Zahlen verwendet.

## Zusammensetzung
Kugelsternhaufen bestehen im Allgemeinen aus hunderttausenden metallarmer Sterne. Solche Sterne findet man auch im Bulge von Spiralgalaxien, aber nicht in dieser Menge in einem Volumen von wenigen Kubikparsec. Kugelsternhaufen enthalten außerdem kein Gas und Staub, da hieraus bereits zuvor Sterne entstanden sind.
Obwohl Kugelsternhaufen viele Sterne enthalten können, sind sie kein geeigneter Ort für ein Planetensystem. Die Planetenbahnen sind instabil, da vorbeiziehende Sterne die Bahn stören. Ein Planet, der einen Stern im Abstand von einer Astronomischen Einheit umkreiste, würde in einem Kugelsternhaufen wie 47 Tucanae im Durchschnitt nur rund 100 Millionen Jahre überleben.
Jedoch hat man ein Planetensystem gefunden (PSR J1623-2631 b), das den Pulsar (PSR J1623-2631) umkreist, der zum Kugelsternhaufen M4 gehört.
Mit wenigen Ausnahmen kann man jedem Kugelsternhaufen ein genaues Alter zuordnen. Da die Sterne im Haufen meist alle in der gleichen Phase der Sternevolution sind, liegt die Vermutung nahe, dass sie sich zur selben Zeit gebildet haben. In keinem bekannten Kugelsternhaufen entstehen noch Sterne. Folglich handelt es sich bei den Kugelsternhaufen um die ältesten Objekte in der Milchstraße, die entstanden sind, als sich die ersten Sterne bildeten.
Einige Kugelsternhaufen wie Omega Centauri im Halo der Milchstraße und Mayall II im Halo der Andromedagalaxie (M31) sind mit vielen Millionen Sonnenmassen besonders schwer und enthalten mehrere Sternpopulationen. Bei beiden geht man davon aus, dass sie die Kerne von Zwerggalaxien waren und von einer größeren Galaxie eingefangen wurden. Man vermutet, dass viele Kugelsternhaufen mit schweren Kernen (wie M15) Schwarze Löcher enthalten.

### Metallvorkommen
Kugelsternhaufen bestehen meist aus Population-II-Sternen, die im Vergleich zu Population-I-Sternen wie der Sonne wenig Metall enthalten. In der Astrophysik umfasst der Begriff Metall alle Elemente, die schwerer sind als Helium, wie Lithium und Kohlenstoff, siehe Metallizität.
Der niederländische Astronom Pieter Oosterhoff bemerkte, dass es eine zweite Population von Kugelsternhaufen gibt, welche den Namen Oosterhoff-Gruppe erhielt. Bei dieser Gruppe ist die Periodizität von RR-Lyrae-Sternen länger.
Beide Gruppen enthalten nur schwache Linien von metallischen Elementen, jedoch sind die Sterne der Oosterhoff-Typ-I-Sternhaufen (OoI) nicht so schwer wie die in Typ II (OoII). So bezeichnet man Typ I als „metallreich“, während man Typ II als „metallarm“ bezeichnet. In der Milchstraße findet man die metallarmen Sternhaufen im äußeren Halo und die metallreichen in der Nähe des Bulges.
Diese beiden Populationen wurden bei vielen Galaxien beobachtet (besonders bei massiven elliptischen Galaxien). Beide Gruppen haben ungefähr das gleiche Alter (ungefähr so alt wie das Universum selbst), unterscheiden sich jedoch im Metallvorkommen. Viele Szenarien wurden vorgeschlagen, um die Existenz der beiden unterschiedlichen Arten zu erklären, dazu zählt zum Beispiel die Verschmelzung von Galaxien mit hohem Gasvorkommen, die Ansammlung von Zwerggalaxien, und die Existenz von mehreren Phasen der Sternentstehung in einer Galaxie.
Da bei der Milchstraße die metallarmen Sternhaufen im äußeren Halo liegen, liegt die Vermutung nahe, dass diese Typ-II-Sternhaufen von der Milchstraße eingefangen wurden und nicht die ältesten Objekte sind, die in der Milchstraße gebildet wurden, wie bislang angenommen. Die Unterschiede zwischen beiden Kugelsternhaufentypen würde dann durch einen zeitlichen Unterschied in ihrer Entstehung erklärt werden.

### Ungewöhnliche Sterne
Kugelsternhaufen besitzen eine sehr hohe Sterndichte, was zu einer größeren gegenseitigen Beeinflussung und relativ häufigen Beinahkollisionen der Sterne führt. Dadurch sind exotische Sterne wie Blaue Nachzügler, Millisekundenpulsare und leichte Röntgendoppelsterne viel häufiger anzutreffen. Ein Blauer Nachzügler entsteht aus zwei Sternen, möglicherweise aus dem Zusammenstoß eines Doppelsternsystems. Der entstehende Stern besitzt eine höhere Temperatur als vergleichbare Sterne im Sternhaufen mit gleicher Helligkeit und befindet sich demnach außerhalb der Hauptreihensterne.

### Schwarze Löcher

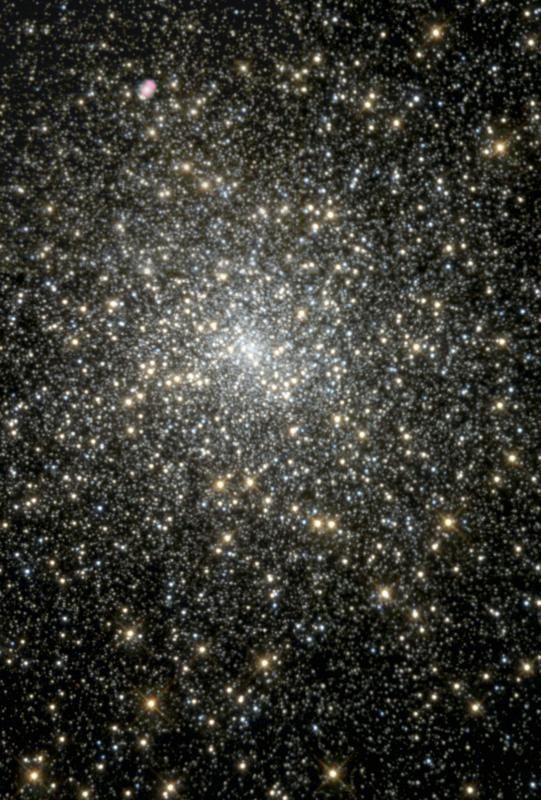
Der Kugelsternhaufen M15 besitzt ein 4000 Sonnenmassen schweres Schwarzes Loch im Kern.

Astronomen suchen seit den 1970ern nach Schwarzen Löchern in Kugelsternhaufen. Dafür benötigt man eine Genauigkeit, die erst mit dem Hubble-Weltraumteleskop möglich wurde. In unabhängigen Programmen wurden ein mittelschweres Schwarzes Loch von 4.000 Sonnenmassen im Kugelsternhaufen M15 (Sternbild Pegasus) und ein 20.000 Sonnenmassen schweres Schwarzes Loch im Kugelsternhaufen Mayall II im Halo der Andromedagalaxie entdeckt.
Diese sind deshalb von Interesse, weil sie die ersten Schwarzen Löcher waren, die eine Zwischengröße einnehmen zwischen einem konventionellen, aus einem Stern entstandenen Schwarzen Loch und den supermassereichen Schwarzen Löchern, die in Zentren von Galaxien wie der Milchstraße existieren. Die Masse dieser mittelschweren Schwarzen Löcher ist proportional zur Masse des Sternhaufens, wobei diese im gleichen Massenverhältnis stehen wie die supermassereichen Schwarzen Löcher mit ihren umgebenden Galaxien. Die Entdeckung von mittelschweren Schwarzen Löchern in Kugelsternhaufen ist allerdings umstritten und die Beobachtungen können auch ohne die Annahme eines zentralen Schwarzen Loches erklärt werden.
Schwarze Löcher können sich zwar im Zentrum von Kugelsternhaufen befinden (siehe oben M15), müssen aber keineswegs zwangsläufig vorhanden sein. Die dichtesten Objekte wandern aufgrund der Massetrennung ins Haufenzentrum. Dies sind in alten Kugelsternhaufen hauptsächlich Weiße Zwerge und Neutronensterne. In zwei wissenschaftlichen Arbeiten unter der Leitung von Holger Baumgart wurde gezeigt, dass so das Masse-Licht-Verhältnis selbst ohne Schwarze Löcher im Zentrum stark ansteigen kann. Das gilt sowohl für M15
als auch für Mayall II.
Im Sommer 2012 entdeckte man mit Radioteleskopen, dass Messier 22 im Sternbild Schütze sogar zwei schwarze Löcher enthält, was bisher aus Gründen der Himmelsmechanik für ausgeschlossen galt. Die beiden Radioquellen haben je 10–20 Sonnenmassen.

## Hertzsprung-Russell-Diagramm
Das Hertzsprung-Russell-Diagramm (HR-Diagramm) ist ein Graph, der die Sterne mit ihrer absoluten Helligkeit und Farbe darstellt. Der Farbindex gibt die Differenz zwischen der Helligkeit des Sternes im blauen Licht (B) und der Helligkeit in gelbem bis grünem Licht (V) wieder. Große positive Werte weisen auf einen roten Stern mit kalter Oberflächentemperatur hin, während negative Werte auf einen blauen Stern mit heißer Oberfläche hindeuten.
Wenn man in das Diagramm Sterne aus der Umgebung der Sonne einträgt, dann liegen viele von ihnen auf diesem Diagramm in einer geschwungenen Kurve, der so genannten Hauptreihe. Das Diagramm enthält auch Sterne in der späteren Phase ihrer Evolution, die sich etwas von der Hauptreihe wegbewegt haben.
Da alle Sterne eines Kugelsternhaufens ungefähr die gleiche Entfernung zur Erde haben, unterscheidet sich ihre absolute Helligkeit zur sichtbaren bzw. scheinbaren Helligkeit um den gleichen Wert. Man schätzt, dass sich die Hauptreihensterne im Kugelsternhaufen im Diagramm in derselben Kurve befinden wie die Sterne in der Umgebung der Sonne. Die Genauigkeit dieser Schätzung wurde bestätigt, indem man die Helligkeit von benachbarten schnell veränderlichen Sternen, wie RR-Lyrae-Sternen und den Cepheiden, mit denen im Sternhaufen verglichen hat.
Da diese Kurven im HR-Diagramm übereinstimmen, kann man die absolute Helligkeit der Hauptreihensterne im Sternhaufen bestimmen. Mit Hilfe der scheinbaren Helligkeit der Sterne erhält man so die Entfernung des Sternhaufens zur Erde. Diese Entfernungsbestimmung erfolgt aus der Differenz der scheinbaren und absoluten Helligkeit, dem Entfernungsmodul.
Wenn die Sterne eines Kugelsternhaufens in ein HR-Diagramm aufgetragen werden, befinden sich die meisten auf einer gut definierbaren Kurve. Diese unterscheidet sich von Sternen in der Umgebung der Sonne, da hier nicht Sterne verschiedenen Ursprungs und Alter zusammengetragen wurden. Die Form der Kurve ist charakteristisch für eine Gruppe von Sternen, die sich ungefähr zur selben Zeit mit dem gleichen Material gebildet haben und sich nur durch ihre Masse unterscheiden. Da sich die Positionen der Sterne aus Kugelsternhaufen im HR-Diagramm nur durch ihr Alter unterscheiden, kann man daraus auf ihr Alter schließen.

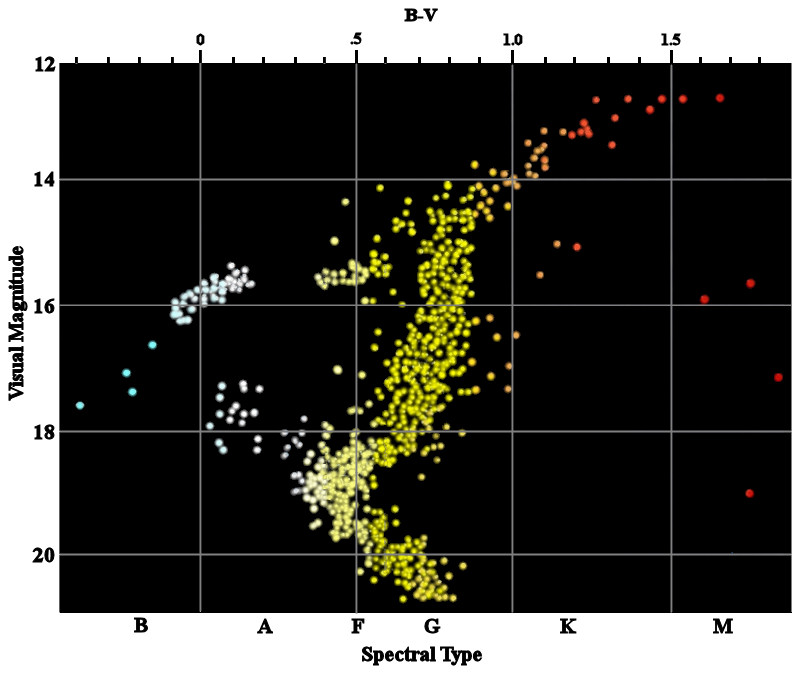
Helligkeitsdiagramm des Kugelsternhaufens M3. Auffallend ist die Biegung bei der 19. „Visual Magnitude“ (Helligkeit), bei der die Sterne in die Stufe des Riesensterns kommen.

Die schwersten Sterne im Kugelsternhaufen sind auch die hellsten und die ersten, die zu einem Riesenstern werden. Später werden sich auch Sterne mit geringerer Masse in Riesen verwandeln. Man kann somit ebenfalls das Alter eines Kugelsternhaufens bestimmen, indem man nach Sternen Ausschau hält, die bereits die Stufe eines Riesensterns erreicht haben. Diese bilden eine „Biegung“ im HR-Diagramm und verbinden das untere rechte Ende mit der Linie der Hauptreihe. Aus der absoluten Helligkeit dieser „Biegung“ lässt sich direkt das Alter des Kugelsternhaufens ablesen, so dass man in ein HR-Diagramm eine Achse für das Alter von Kugelsternhaufen parallel zur Helligkeitsachse einzeichnen könnte. Genauso gut könnte man jedoch auch das Alter bestimmen, indem man die Temperatur der kältesten Weißen Zwerge in diesem Kugelsternhaufen untersucht.
Das typische Alter für Kugelsternhaufen beträgt 12,7 Mrd. Jahre. Im Vergleich dazu sind offene Sternhaufen mit nur zehn Millionen Jahren wesentlich jünger.
Das Alter von Kugelsternhaufen setzt dem Alter des gesamten Universums Grenzen. Das untere Limit brachte die Kosmologie in Verlegenheit. Während der frühen 1990er fanden Astronomen Kugelsternhaufen, die älter zu sein schienen, als es das kosmologische Modell erlaubt. Jedoch konnte durch bessere Messungen der kosmologischen Parameter wie mit dem Satelliten COBE gezeigt werden, dass die früheren Messungen fehlerhaft waren.
Durch Untersuchungen der Vorkommen von Metallen (Metalle sind in der Astronomie Elemente, die schwerer als Helium sind), kann man die Konzentration der ursprünglichen Substanzen bestimmen und diese Werte dann auf die ganze Milchstraße übertragen.
Neuere Untersuchungen mit weltraumgestützten Satelliten und Teleskopen der 8-Meter-Klasse haben gezeigt, dass alle detailliert untersuchten Kugelsternhaufen nicht aus einer chemisch homogenen Population bestehen. So sind Variationen der Häufigkeiten von Elementen wie Kohlenstoff, Sauerstoff, Stickstoff, Natrium und Aluminium bei diversen Kugelsternhaufen spektroskopisch nachgewiesen worden und fotometrisch das Vorliegen von mehreren Hauptreihen. Ein besonderes Beispiel ist Omega Centauri, bei dem drei separate Hauptreihen und fünf unterscheidbare Rote-Riesen-Äste nachgewiesen werden konnten. Daher dürfte es bei der Entstehung von Kugelsternhaufen zu mehreren Phasen der Sternentstehung gekommen sein.

## Gestalt
Im Gegensatz zu offenen Sternhaufen sind in Kugelsternhaufen die meisten Sterne zeit ihres Lebens gravitativ gebunden. Eine Ausnahme besteht in starken Interaktionen mit anderen massereichen Objekten. Dies führt zur Zerstreuung der Sterne.
Die Entstehung von Kugelsternhaufen ist ein kaum verstandenes Phänomen. Durch Beobachtungen von Kugelsternhaufen konnte gezeigt werden, dass sie sich in Gebieten gebildet haben, in denen eine starke Sternentstehung im Gange war und wo das interstellare Medium eine größere Dichte besaß, als in durchschnittlichen Sternentstehungsgebieten. Kugelsternhaufen bilden sich für gewöhnlich in Sternentstehungsgebieten und in wechselwirkenden Galaxien.
Nachdem sich die Sterne gebildet haben, beginnen sie, sich gravitativ gegenseitig zu beeinflussen. Dadurch ändern sich bei jedem Stern ständig Betrag und Richtung der Geschwindigkeit, so dass man nach kurzer Zeit keine Rückschlüsse auf ihre ursprüngliche Geschwindigkeit mehr ziehen kann. Dieses charakteristische Intervall wird Relaxationszeit genannt. Es ist abhängig von der Zeitdauer, die ein Stern benötigt, um den Sternhaufen zu durchqueren, und der Anzahl der Sterne im System. Die Relaxationszeit variiert von Sternhaufen zu Sternhaufen, beträgt aber im Schnitt eine Milliarde Jahre.
Obwohl Kugelsternhaufen meist eine Kugelform besitzen, sind durch Gezeitenwirkungen auch Ellipsenformen möglich.

### Standardradien
Astronomen charakterisieren die Gestalt eines Kugelsternhaufens durch folgende Standardradien:
Der Kernradius (core radius rc)
ist die (Winkel-)Entfernung vom Zentrum, bei der die Flächenhelligkeit auf die Hälfte abgefallen ist.
Der Halblichtradius (half-light radius rh)
ist der Radius des kreisförmigen Ausschnitts um das Zentrum, das die Hälfte der Gesamthelligkeit des Haufens abstrahlt. Dieser Wert ist für gewöhnlich größer als der Kernradius. Bei seiner Messung werden allerdings auch Sterne erfasst, die sich im äußeren Teil des Haufens vor oder hinter dem Zentralbereich befinden.
Der Halbmassenradius (half-mass radius rm)
gibt die Größe des Gebietes an, das die Hälfte der Masse des Sternhaufens umfasst. Je dichter der Kern, desto kleiner ist der Halbmassenradius im Vergleich zur gesamten Größe. Zum Beispiel besitzt der Kugelsternhaufen M3 eine sichtbare Ausdehnung von 18 Bogenminuten bei einem Halbmassenradius von 1,12 Bogenminuten.
Der Gezeitenradius (tidal radius rt)
gibt die Entfernung vom Zentrum des Kerns an, bei der der Gravitationseinfluss der Galaxie größer ist als der der anderen Sterne im Sternhaufen. Dies ist die Entfernung, bei der einzelne Sterne dem Kugelsternhaufen entkommen können. Der Gezeitenradius von M3 ist rund 38’.

### Sternenkonzentration
Im Zentrum typischer Kugelsternhaufen liegt eine geschätzte Sternenkonzentration von 1000 bis 10.000 Sternen pro Kubikparsec vor (zum Vergleich: die Sternendichte in der Umgebung unserer Sonne beträgt 0,14 Sterne/pc³). Das bedeutet einen mittleren Abstand der Einzelsterne zueinander in der Größenordnung 0,1 Lichtjahr, das ist nur noch etwa das 7-fache der maximalen Sonnenentfernung des Kleinplaneten Sedna. Stünde unser Sonnensystem im Zentrum eines Kugelsternhaufens (wo es allerdings nicht dauerhaft existieren könnte), wäre unser Himmel auch am Tage mit gleißend hellen Sternen übersät. Kollisionen sind nicht selten, gegenseitige Bahnbeeinflussungen die Regel.

### Helligkeit
Gibt man die Helligkeit eines Kugelsternhaufens als eine Funktion des Radius an, so nimmt bei den meisten Kugelsternhaufen die Helligkeit mit steigender Entfernung vom Kern zu, fällt aber ab einem gewissen Punkt wieder ab. Dieser befindet sich für gewöhnlich ein bis zwei Parsec vom Kern weg. Jedoch haben 20 % der Kugelsternhaufen den Prozess des Kernkollapses erlebt. Bei ihnen nimmt die Leuchtstärke zum Zentrum hin beständig zu. Ein Beispiel für einen solchen Kernkollaps findet man beim Kugelsternhaufen M15.

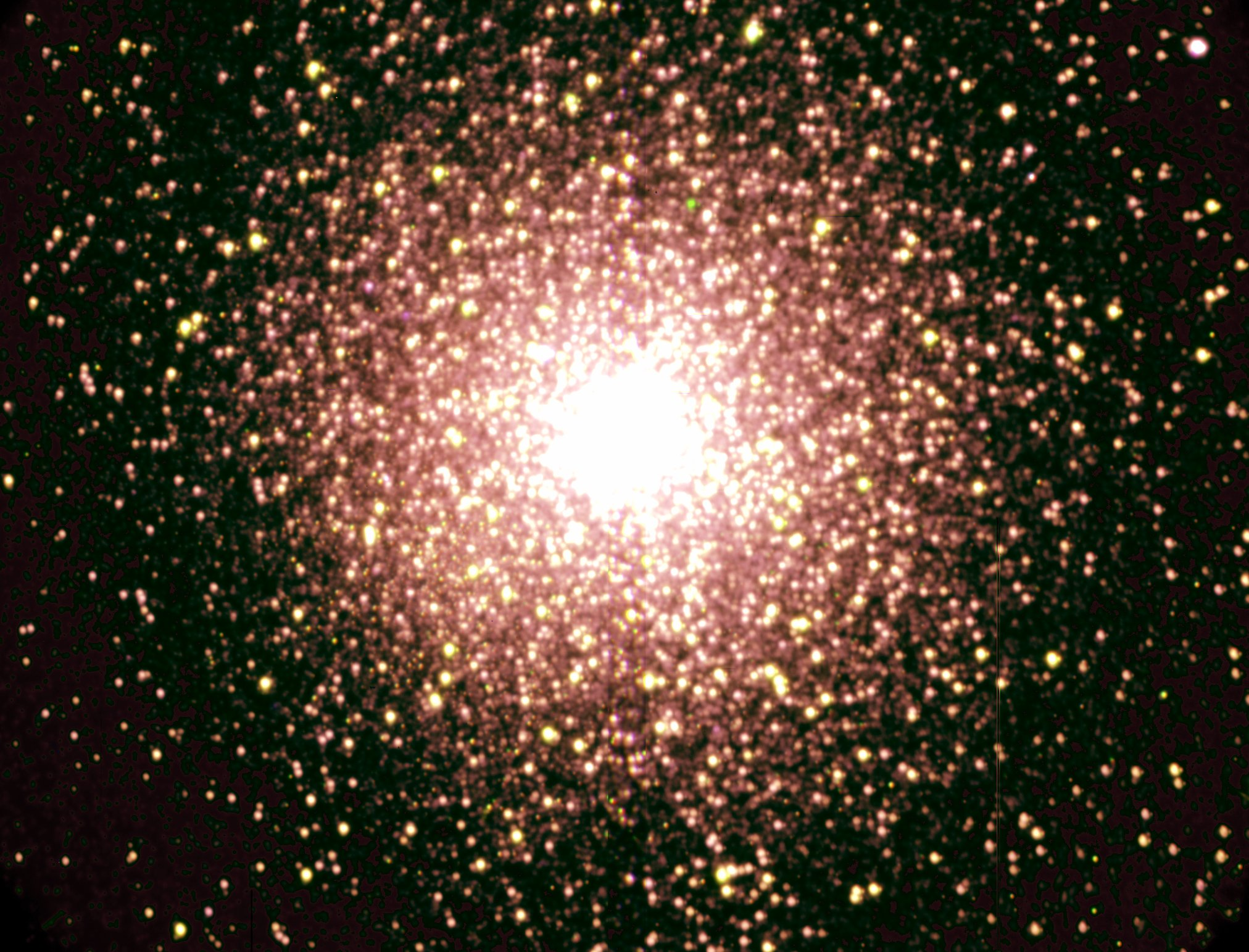
47 Tucanae, der zweithellste Kugelsternhaufen in der Milchstraße nach Omega Centauri

Man vermutet, dass es zum Kernkollaps kommt, wenn in einem Kugelsternhaufen schwere Sterne mit weniger schweren Begleitsternen zusammenstoßen. Dadurch verlieren sie kinetische Energie und fangen an, sich Richtung Kern zu bewegen. Über einen längeren Zeitraum führt dies zu einer Massenkonzentration im Kern.
Die Helligkeitsverteilung der Kugelsternhaufen im Halo der Milchstraße und im Halo der Andromedagalaxie (M31) kann man sich als Gaußkurve vorstellen. Eine Gaußkurve kann man mit Hilfe von zwei Angaben, der durchschnittlichen Helligkeit Mv und der Varianz σ2, charakterisieren. Diese Helligkeitsverteilung eines Kugelsternhaufens wird Globular Cluster Luminosity Function (GCLF) genannt. Die GCLF wird auch als Standardkerze verwendet, um die Entfernung zu anderen Galaxien zu bestimmen. Man geht dabei allerdings von der Vermutung aus, dass sich die Kugelsternhaufen im Halo der beobachteten Galaxie genau so verhalten wie die im Halo der Milchstraße.

### N-Körper-Simulationen
Um die Bewegungen der Sterne im Kugelsternhaufen zu berechnen, untersucht man die Wechselwirkungen zwischen den Sternen im Kugelsternhaufen. Da jeder von den N Sternen im Sternhaufen gleichzeitig mit N-1 Sternen in Wechselwirkung steht, hat man es mit einem N-Körper-Problem zu tun. Mit einfachen Computeralgorithmen wäre der Zeitaufwand proportional zu N2, so dass eine genaue Simulation viel Rechenzeit in Anspruch nehmen kann. Um die Sterne zeitsparend zu simulieren, kann man sie dynamisch zu Gruppen von Sternen mit ähnlicher Position und Geschwindigkeit zusammenfassen. Die Bewegungen werden dann mit der Fokker-Planck-Gleichung beschrieben. Diese kann als Gleichung gelöst oder mit Hilfe der Monte-Carlo-Simulation berechnet werden. Jedoch wird die Simulation schwieriger, sobald man die Effekte von Doppelsternen und den Gravitationskräften der Milchstraße dem Modell hinzufügt.
Die Ergebnisse der N-Körper-Simulation zeigen, dass die Sterne ungewöhnliche Bewegungen durch den Sternhaufen nehmen können. Sie vollziehen Loopings oder fallen direkt in den Kern, statt ihn zu umkreisen. Wegen der Wechselwirkungen mit anderen Sternen können einzelne Sterne ausreichend Geschwindigkeit aufbauen, um den Sternhaufen zu verlassen. Über einen längeren Zeitraum führt dies zur Auflösung. Die Auflösung geschieht für gewöhnlich in einem Zeitraum von 1010 Jahren.
Doppelsternsysteme machen mit bis zu 50 % der Sterne einen erheblichen Anteil eines Kugelsternhaufens aus. Durch Simulationen wurde gezeigt, dass Doppelsternsysteme den Prozess des Kernkollapses aufhalten und sogar rückgängig machen können. Wenn ein Doppelstern mit einem einzelnen Stern wechselwirkt, werden die Doppelsterne enger an sich gebunden und übertragen dem einzelnen Stern kinetische Energie. Wenn durch diesen Prozess die massiven Sterne im Sternhaufen schneller werden, dehnt sich der Kern weiter aus, was seine Kollapsneigung verringert.

### Zwischenformen
Es gibt zwischen beiden Sternhaufentypen, den Kugelsternhaufen und den offenen Sternhaufen, keine klare Trennlinie. Zum Beispiel befindet sich im südlichen Teil des Halos der Milchstraße der Sternhaufen BH 176, der Charakteristika beider Typen zeigt.
2005 fanden Astronomen einen völlig neuen Typ von Sternhaufen im Halo der Andromedagalaxie. Diese Objekte gleichen Kugelsternhaufen in der Anzahl der Sterne, dem Alter und der Metallizität. Der Unterschied liegt jedoch in der wesentlich größeren Ausdehnung von vielen hundert Lichtjahren, so dass diese ausgedehnten Sternhaufen eine wesentlich geringere Dichte besitzen. Sie liegen mit ihrer Größe zwischen den Kugelsternhaufen und den kugelförmigen Zwerggalaxien.
Wie sich diese Sternhaufen gebildet haben, ist nicht bekannt. Sie könnten jedoch auf ähnliche Weise entstanden sein wie die Kugelsternhaufen. Ebenfalls unbekannt ist, warum die Andromedagalaxie einen solchen Sternhaufen besitzt, während es im Halo der Milchstraße ein solches Objekt nicht zu geben scheint, und ob es noch andere Galaxien mit diesen ausgedehnten Sternhaufen gibt.

### Drehachse, Rotation
Bei vielen Kugelsternhaufen findet sich ein Rotationssignal im Zentrum. Das bedeutet, dass der Haufen eine Drehachse besitzt, um die mehr Sterne in einer Richtung kreisen als in der anderen. Dies zeigen Untersuchungen mit dem VIRUS-W-Instrument. Darüber hinaus steht die Rotation in sehr enger Beziehung zu einer relativ schwachen Abflachung der Kugelsternhaufen.

## Gezeitenwirkung
Wenn ein Kugelsternhaufen in die Nähe eines sehr schweren Objekts kommt, wie der Kernregion einer Galaxie, dann wirken auf ihn Gravitationskräfte. Die Differenz zwischen der Gravitationskraft auf den Ort des Sternhaufens, welcher dem schweren Objekt am nächsten kommt, und auf den Ort, welcher von ihm am weitesten entfernt ist, wird Gezeitenkraft genannt (das bekannteste Beispiel dieses Effekts sind die vom Mond verursachten Gezeiten). Durchquert das Objekt die Ebene einer Galaxie, kann man von einem „Gezeitenstoß“ reden.
Der Gezeitenstoß führt dazu, dass von den Sternen des Haufens, die zufällig gerade viel kinetische Energie haben, viele herausgerissen werden, so dass der Haufen dann einen Strom aus Sternen hinter sich herzieht. Dieser kann bei kleinen Haufen einen Großteil der ursprünglichen Sterne des Haufens enthalten, und es kann in diesen Strömen zur Klumpenbildung kommen.
Ein Beispiel dafür ist der kleine Kugelsternhaufen Palomar 5. Er wurde auseinandergerissen, als er die galaktische Scheibe der Milchstraße durchquerte, steht nun nahe dem apogalaktischen Punkt seiner Bahn und ist mittlerweile auf eine Länge von 13.000 Lichtjahren gestreckt. Die Gezeitenkräfte haben viele Sterne von Palomar 5 weggeschleudert. Weitere Durchquerungen der galaktischen Scheibe werden ihn voraussichtlich in einen einzigen Strom aus Sternen umformen, der dann durch den Halo der Milchstraße wandern wird. Gezeitenwirkungen geben vielen verbleibenden Sternen des Haufens zusätzliche kinetische Energie, was den Haufen aufheizt und die Auflösungsgeschwindigkeit zusätzlich erhöht. Ein Gezeitenschock beschleunigt darüber hinaus den Kernkollaps.